# Seconde bataille de Newbury
Pour les articles homonymes, voir Bataille de Newbury.
Première guerre civile anglaise
Batailles
- Edgehill

1643
- Adwalton Moor
- Newbury (1)

1644
- Marston Moor
- Lostwithiel
- Newbury (2)
- Taunton

1645
- Naseby
- Langport

1646
- Torrington
- Oxford

La seconde bataille de Newbury a lieu le 27 octobre 1644, à Speen, près de Newbury dans le Berkshire. Elle se déroule près du site de la Première bataille de Newbury qui s'est accomplie en septembre de l'année précédente.
Les armées alliées du Parlement infligent une défaite tactique aux royalistes, mais ne  parviennent pas à en tirer un avantage stratégique.